# Perbál
Perbál is een plaats (község) en gemeente in het Hongaarse comitaat Pest. Perbál telt 2139 inwoners (2001).